# Zonnedauwfamilie
De zonnedauwfamilie (Droseraceae) is een familie van vleesetende planten. Tegenwoordig worden in de familie drie geslachten onderscheiden: Aldrovanda, Dionaea en Drosera. Volgens het APG II-systeem (2003) wordt het geslacht Drosophyllum ingedeeld in een eigen familie Drosophyllaceae.
Van de ruim tweehonderd soorten die wereldwijd voorkomen behoren verreweg de meeste tot het geslacht Zonnedauw (Drosera). Dit geslacht vangt insecten met kleverige druppels, zoals goed te zien is bij Drosera madagascariensis op de foto.
De bladeren van de Venusvliegenvanger (geslacht Dionaea) zijn zodanig gemodificeerd dat ze als een val kunnen sluiten over de prooi.
Enkele soorten:
- Venusvliegenvanger (Dionaea muscipula )
- Kaapse zonnedauw (Drosera capensis)
- Kleine zonnedauw (Drosera intermedia)
- Lange zonnedauw (Drosera anglica)
- Ronde zonnedauw (Drosera rotundifolia)
- Watervliegenval (Aldrovanda vesiculosa)